# Arundinella villosa
Arundinella villosa är en gräsart som beskrevs av George Arnott Walker Arnott och Ernst Gottlieb von Steudel. Arundinella villosa ingår i släktet Arundinella och familjen gräs. Inga underarter finns listade i Catalogue of Life.